# Szociális intézmények

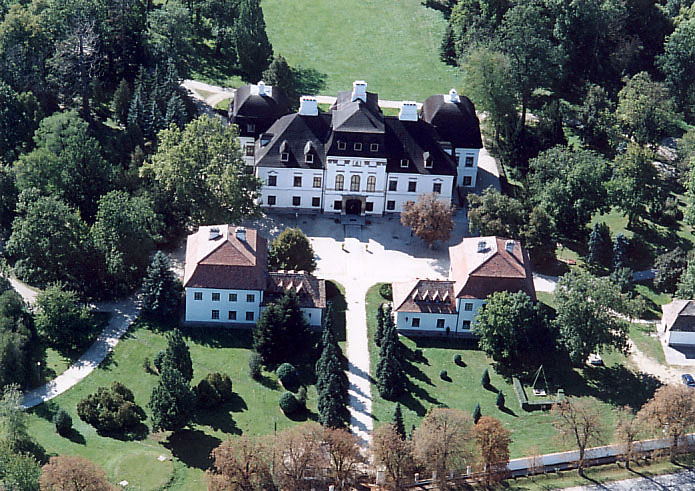
Zsirai szociális otthon

A szociális szolgáltatások megszervezése Magyarországon a települési önkormányzatok, valamint a megyei önkormányzatok feladata. Azt, hogy milyen típusú ellátást kell egy önkormányzatnak biztosítania a településen a jogszabály a lakosságszámtól teszi függővé. A legalább 2000 lakosú települési önkormányzat, illetve a megyei önkormányzat a településen illetve a megyében élő szociálisan rászorultak ellátásának megszervezése érdekében szolgáltatástervezési koncepciót készít.

A szociális ellátások alapvető felosztása: 
- Az egyik az alapszolgáltatások, amelyeket minden településen biztosítani kell.
- A másik a szakosított ellátási formák, amelyeket a 2000 főnél nagyobb lakosságszámú helységekben kell kötelezően fenntartani.

A szerződéses szociális ellátások körét  Magyarországon a szociális igazgatásról és szociális ellátásról szóló 1993. évi III. törvény határozza meg.  Ezek két fajtája az  ellátási szerződés, valamint az intézményi szolgáltatások ellátása (intézményen kívüli szervezet által).

## Az alapszolgáltatások
- Falugondnoki, vagy tanyagondnoki szolgáltatás: melynek lényege az aprófalvakban, külterületeken élők számára a település intézményhiányából származó hátrányok enyhítése.
- Étkeztetés: melynek keretében legalább napi egyszeri meleg étkezésről kell gondoskodni azoknál, akik maguk vagy eltartottjuk számára ezt nem képesek biztosítani.
- Házi segítségnyújtás: keretében kell gondoskodni, azokról az időskorúakról, akik otthonukban önerőből nem képesek magukat ellátni, azokról a pszichiátriai betegekről fogyatékos személyekről és szenvedélybetegekről, akik állapotukból adódóan az önálló életvitellel kapcsolatos feladataik ellátásában segítséget igényelnek de amúgy képesek önmaguk ellátására. Ugyancsak ezen szolgáltatás keretében kell gondoskodni azokról, akik egészségi állapotuk miatt ezt igénylik, illetve bentlakásos intézményi elhelyezésre várnak.
- Jelzőrendszeres házi segítségnyújtás: a saját otthonukban élő, egészségi állapotuk és szociális helyzetük miatt rászoruló, a segélyhívó készülék használatára képes időskorú, vagy fogyatékos személyek, illetve pszichiátriai betegek részére az önálló életvitel fenntartása mellett felmerülő krízishelyzetek elhárítása céljából nyújtott ellátás.
- Családsegítés: mely által nyújtott általános és speciális segítő szolgáltatás a szociális munka eszközeinek és módszereinek alkalmazásával hozzájárul az egyének, a családok, valamint a különböző közösségek jólétéhez, fejlődéséhez, szociális környezetükhöz való alkalmazkodáshoz.
- A közösségi ellátások: célja a pszichiátriai vagy a szenvedélybetegek lakókörnyezetben történő gondozása, továbbá gyógyulásuk és rehabilitációjuk elősegítése.
- Támogató szolgáltatás: célja a fogyatékos személyek lakókörnyezetben történő ellátása, a fogyatékos személy önrendelkezésén alapuló önálló életvitelének megkönnyítése, elsősorban a lakáson kívüli közszolgáltatások elérésének segítésével.
- Az utcai szociális munka tevékenysége az utcán tartózkodó hajléktalan személyek helyzetének, életkörülményeinek figyelemmel kísérése, szükség esetén ellátásának kezdeményezése, az ehhez szükséges intézkedések megtétele.
- A nappali ellátás: hajléktalan személyek és elsősorban a saját otthonukban élő,
- tizennyolcadik életévüket betöltött, egészségi állapotuk vagy idős koruk miatt szociális és mentális támogatásra szoruló, önmaguk ellátására részben képes személyek,
- tizennyolcadik életévüket betöltött, fekvőbeteg-gyógyintézeti kezelést nem igénylő pszichiátriai betegek, illetve szenvedélybetegek,
- harmadik életévüket betöltött, önkiszolgálásra részben képes vagy önellátásra nem képes, de felügyeletre szoruló fogyatékos, illetve autista személyek részére biztosít lehetőséget a napközbeni tartózkodásra, társas kapcsolatokra, valamint az alapvető higiéniai szükségleteik kielégítésére, továbbá igény szerint megszervezi az ellátottak napközbeni étkeztetését.

## Szakosított ellátási formák
Ha az életkoruk, egészségi állapotuk, valamint szociális helyzetük miatt a rászorult személyekről az alapellátás keretében nem lehet gondoskodni, a rászorultakat állapotuknak és helyzetüknek megfelelően szakosított ellátási formában kell gondozni.
1. Ápolást, gondozást nyújtó intézmények
2. Rehabilitációs intézmények
3. Átmeneti elhelyezést nyújtó intézmények
4. Lakóotthonok

Az ápolást, gondozást nyújtó intézmények az önmaguk ellátására nem, vagy csak folyamatos segítséggel képes személyek elhelyezésére és ellátására szolgál. Ezekben az intézményekben gondoskodni kell a napi legalább háromszori étkezésről, mentális gondozásról, meghatározott szintű egészségügyi ellátásról, valamint az ellátott lakhatásáról, szükség esetén ruházat és egyéb textília (törülköző, ágynemű stb.) biztosításáról. Ilyen ápolást, gondozást nyújtó intézménytípus:

### Szociális otthonok(Ápolást, gondozást biztosító intézetek)
- az idősek otthona, ahol a nyugdíjkorhatárt betöltött személyek ápolását, gondozását végzi. Az otthonba 18. életévét betöltött személy is felvehető, ha betegsége miatt nem tud önmagáról gondoskodni.
- A pszichiátriai betegek otthona, amely azt a krónikus pszichiátriai beteget látja el, aki az ellátás igénybevételének időpontjában nem veszélyeztető állapotú, akut gyógykezelést nem igényel, és egészségi állapota, valamint szociális helyzete miatt önmaga ellátására segítséggel sem képes.
- A szenvedélybetegek otthona, a szomatikus és mentális állapotot stabilizáló, illetve javító kezelést igénylő, önálló életvitelre időlegesen nem képes személyek gondozását végzi, ha kötelező intézeti gyógykezelésre nem szorulnak.
- A fogyatékos személyek otthona, ahol az a fogyatékos személy gondozható, akinek oktatására, képzésére, gondozására, csak intézményi keretek között van lehetőség.
- A hajléktalanok otthonában azokat a hajléktalan személyeket gondozzák, akiknek ellátása átmeneti szálláshelyen, rehabilitációs intézményben nem biztosítható és koruk, egészségi állapotuk miatt tartós ápolást, gondozást igényelnek.

### Rehabilitációs intézmények
A rehabilitációs intézmények célja, hogy az intézményben lakók önálló életvezetési képességeit kialakítsa, vagy helyreállítsa. Ilyen rehabilitációs intézmény:
- pszichiátriai betegek, illetve a szenvedélybetegek rehabilitációs intézménye, amely azt a 18. életévét betöltött pszichiátriai, illetve szenvedélybeteget látja el, aki rendszeres vagy akut gyógyintézeti kezelésre nem szorul és utógondozására nincs más mód. Az intézményben a gondozottak részére képzési, munka jellegű vagy terápiás foglalkoztatást szerveznek és előkészítik a családi és lakóhelyi környezetükbe történő visszatérésüket.
- A fogyatékos személyek rehabilitációs intézménye, előkészíti az ott élők családi és lakóhelyi környezetbe történő visszatérését, valamint megszervezi az intézményi ellátás megszűnését követő utógondozást.
- A hajléktalan emberek rehabilitációs intézménye azoknak az aktív korú, munkaképes hajléktalan személyeknek az elhelyezését szolgálja, akiknek szociális ellátása ily módon indokolt, és akik önként vállalják a rehabilitációs célú segítőprogramban való részvételt.

### Átmeneti elhelyezés
Átmeneti elhelyezést nyújtó intézmények – a hajléktalanok átmeneti szállása és éjjeli menedékhelye kivételével- ideiglenes jelleggel, legfeljebb egy évi időtartamra teljes körű ellátást biztosítanak.
Ebbe az intézményi körbe tartozik:
- az időskorúak gondozóháza, amely azoknak az időskorúaknak, valamint a 18. életévüket betöltött beteg személyeknek biztosítanak ellátást, akik önmagukról betegségük miatt vagy más okból otthonukban időlegesen nem képesek gondoskodni.
- A fogyatékosok személyek gondozóháza azoknak a fogyatékos személyeknek biztosítanak ellátást, akiknek ellátása családjukban nem biztosított, vagy az átmeneti elhelyezést a család tehermentesítése teszi indokolttá.
- A pszichiátriai betegek átmeneti otthonában az a pszichiátriai beteg helyezhető el, akinek ellátása átmenetileg más intézményben, vagy a családban nem oldható meg, viszont tartós bentlakásos intézményi elhelyezése, vagy fekvőbeteg gyógyintézeti kezelése nem indokolt.
- A szenvedélybetegek átmeneti otthona azon személyek elhelyezésére szolgál, akiknél szakorvosi szakvélemény alapján szenvedélybetegség került megállapításra, és ellátása átmeneti jelleggel családjában vagy lakókörnyezetében nem oldható meg.
- A hajléktalan személyek éjjeli menedékhelye az önellátásra és közösségi együttlét szabályainak betartására képes hajléktalan személyek éjszakai pihenését, valamint krízishelyzetben éjszakai szállás biztosítását lehetővé tevő szolgáltatás.
- A hajléktalan személyek átmeneti szállása azoknak a hajléktalan embereknek nyújt lakhatási lehetőséget, akik a szálláshasználat és a szociális munka segítségével képesek az önellátásra.

### Lakóotthonok
A lakóotthon olyan 8-12, esetleg 14 pszichiátriai beteget vagy fogyatékos személyt befogadó intézmény, amely az ellátást igénybe vevő részére életkorának, egészségi állapotának és önellátása mértékének megfelelő ellátást biztosít.
A lakóotthonok típusai a következők:
- fogyatékos személyek lakóotthona;
- pszichiátriai betegek lakóotthona;
- szenvedélybetegek lakóotthona.

A lakóotthoni ellátás formái:
a) fogyatékos személyek lakóotthona esetében,
- rehabilitációs célú lakóotthon,
- ápoló-gondozó célú lakóotthon;

b) pszichiátriai, illetve szenvedélybetegek lakóotthona esetében rehabilitációs célú lakóotthon.
A rehabilitációs célú lakóotthonba az a személy helyezhető el,
a) aki intézményi elhelyezés során felülvizsgálatban részt vett, és a felülvizsgálat eredménye, illetve a gondozási terv és egyéni fejlesztés alapján lakóotthoni elhelyezése az önálló életvitel megteremtése érdekében indokolt;
b) aki családban él és képességei fejlesztése, valamint ellátása lakóotthoni keretek között biztosítható és rehabilitációja családjában nem oldható meg;
c) az a)-b) pontban meghatározottakon túl önellátásra legalább részben képes;
d) lakóotthonba kerülése időpontjában a tizenhatodik életévét már betöltötte, de a reá irányadó öregségi nyugdíjkorhatárt még nem.
A lakóotthonban elhelyezett személy részére – szükség szerint – étkezést, ruházattal, illetve textíliával való ellátást, mentális gondozást, egészségügyi ellátást, valamint az önálló életvitelhez szükséges feltételeket kell biztosítani.

## A szerződéses szociális ellátások
A szerződéses szociális ellátások körét  Magyarországon a szociális igazgatásról és szociális ellátásról szóló 1993. évi III. törvény határozza meg. 
Két fajtája: 
1. ellátási szerződés
2. az intézményi szolgáltatások ellátása (intézményen kívüli szervezet által).

### Az ellátási szerződés
A szociális törvény szerint írásba foglalt ellátási szerződés útján biztosítható a szociális szolgáltatást vagy a pihenéshez való jog érvényesülését szolgáló szolgáltatás.  A jogszabály meghatározza az ellátási szerződés kötelező tartalmát.

### Az intézményi szolgáltatások ellátása intézményen kívüli szervezet által
Bizonyos szolgáltatások, erre irányuló szerződés keretében, intézményen kívüli szervezettel kötött szerződés alapján is elláthatók. A szerződés legfeljebb 5 éves időtartamra köthető.  A jogszabály meghatározza az ilyen szerződés kötelező tartalmát.
Az ilyen szerződés többféle szolgáltatás nyújtására is köthető, így pl.
- a) mosatás,
- b) takarítás,
- c) étkeztetés,
- d) könyvelés,
- e) karbantartási feladatok elvégzése,
- f) jelzőrendszeres házi segítségnyújtás esetén a jelzőrendszer működtetése.

Fontos szabály, hogy amennyiben a szerződéssel érintett szolgáltatás ellenértéke nem éri el a közbeszerzési értékhatárt, a lebonyolításra pályázatot kell kiírni.